# Сьерра-Суроэсте
Херес-де-лос-Кабальерос (исп. Comarca de Jerez de los Caballeros)  — район (комарка) в Испании, входит в провинцию Бадахос в составе автономного сообщества Эстремадура.

## Муниципалитеты
| Муниципалитет           | Население | Площадь км² | Плотность населения чел./км² |
| ----------------------- | --------- | ----------- | ---------------------------- |
| Херес-де-лос-Кабальерос | 9.843     | 740,5       | 13,3                         |
| Олива-де-ла-Фронтера    | 5.881     | 149,3       | 39,4                         |
| Фрехеналь-де-ла-Сьерра  | 5.413     | 236,7       | 22,8                         |